# SLC6A6
SLC6A6‏ (Solute carrier family 6 member 6) هوَ بروتين يُشَفر بواسطة جين SLC6A6 في الإنسان.